# Церковь Скорбящей Богоматери (Рига)
Церковь Скорбящей Богоматери (латыш. Rīgas Sāpju Dievmātes baznīca) — церковь католического прихода, расположенная на площади Пилс (Замковой) и формирующая её архитектурный ансамбль. Она является знаковым сооружением территории окружения Рижского замка.

## История первого здания церкви
Церковь Скорбящей Богоматери появилась во второй половине XVIII века. Тогда на месте засыпанного по рекомендации генерал-губернатора Юрия Юрьевича Броуна замкового рва была отстроена первая деревянная церковь для польского католического населения Лифляндской губернии. По наиболее распространённым данным, именно в 1765 году здесь появилась первая каменная церковь, освящённая в честь Скорбящей Божьей Матери (Mater Dolorosa). Иногда в ряде других источников упоминается церковь, выстроенная из камня в 1760 или 1761 году.
Известно, что на проведение строительных работ в общей сложностью городскими властями Риги было потрачено 350 альбертовых талеров (денежных единиц, имевших официальное хождение на территории Лифляндской губернии). Данных о строительном мастере, претворявшем в жизнь проект, до нас практически не дошло. Также неизвестно, кто является автором проекта первого здания церкви. Тем не менее имеются сведения, что строительство велось при пасторе Исидоре Шмидте. По наиболее распространённым данным, работы по сооружению культового здания начались в середине 1763 года и были успешно завершены 3 ноября 1765 года торжественной церемонией освящения новой рижской церкви. На тот момент эта церковь являлась главным и единственным католическим храмом губернской столицы, принимавшей почётных гостей католического вероисповедания.
В 1780 году в Риге делает остановку австрийский эрцгерцог Иосиф II, представитель новой Габсбургско-Лотарингской династической линии, избранный на престол в этом же году. В ходе ознакомительной поездки монарх посетил храм на Замковой площади и выразил своё изумление, граничащее с недовольством, по поводу низкого качества сооружения и бросающейся в глаза бедности в оформлении интерьера. Также не произвели на него должного впечатления и габариты церковного здания. Иосиф пожелал, что оно могло бы быть несколько побольше. После того, как члены рижского губернского правления выслушали упрёки раздосадованного австрийского самодержца, им была выделена крупная денежная сумма в виде пожертвования на строительство нового, более представительного храма, которому суждено было стать украшением Замковой площади и предметом гордости представителей католической общины Риги.

## История строительства второго здания церкви

Вид со стороны набережной

Известно, что строительство второго храма велось при служившей в ней священнике Иоганне Гинделе. При этом практически не имеется точных сведений об имени архитектора, руководившего строительными работами. Время сооружения новой церкви — 1783—1785 годы. Помимо основного жертвователя, чей визит финансово вдохновил строителей, на благое дело пожертвовали суммы Станислав Август Понятовский, последний король Речи Посполитой, а также цесаревич Павел Петрович, будущий российский император, сын императрицы Екатерины Великой. Некоторые жертвователи также принадлежали к помещикам средней зажиточности, проживавшим на территории Польши и Литвы.
Историк культуры Латвии Пучиньш в книге под названием «Историко-градостроительные основы регенерации Старой Риги» высказывает предположение, что творцом здания церкви мог являться Матиас Шон, автор проекта нового здания Императорского лицея, что оформляет ансамбль современной рижской Замковой площади со стороны Арсенала.
Освящение церкви состоялось 28 июня 1785 года, церемонией руководил епископ Иоанн Бениславский. При этом он освятил построенное здание в честь Скорбящей Богоматери (Virgins Mariae Dolorosae). Целый век (ровно до 1885 года) эта церковь представляла собой единственную католическую церковь не только в Риге, но и на территории всей Видземе. Что же касается рижской Яковлевской церкви, ныне являющейся католическим кафедральным храмом, то в те времена она выполняла функцию лютеранской кафедральной церкви.

## Архитектурное описание здания

### Первоначальный вариант
Церковь представляла собой простое трёхнефное здание прямоугольной регулярной планировки. Боковые фасады включали в себя ряд окон (всего пять), а главный вход в храм располагался именно с боковой стороны, повёрнутой согласно правилу «золотой линии» архитектора, на юг — он находился точно посередине фасада. Апсида размещалась с восточной стороны (у восточной стены центрального нефа), как раз там, куда сегодня церковь выходит своей лицевой стороной, где у неё располагается портал. Уже позже было решено добавить к храму пристройку: многогранную (деамбулаторного типа; см. в связи с этим Церковь Святого Петра) деревянную алтарную часть, которая в своей структуре перемежается сакристиями (небольшими помещениями для хранения культовых принадлежностей). Также было произведено пространственное расширение алтаря.
В церковь вело три входа, один — со стороны фасада, обращённого в сторону Даугавы; двое других были расположены с боковых фасадов. Сама церковь принадлежит к стилю классицизма, однако отдельные детали декоративного оформления экстерьера (профили чепцов, отделка окон и их форма, куполообразная структура башни церкви, венчающей алтарную часть) свидетельствовали о частичной принадлежности здания к барокко.
В конце первой четверти XIX века с северной стороны церковного здания была пристроена крещальня с небольшой алтарной частью (баптистерий, обладающий многогранной структурой), в то время как деревянная капелла-пристройка, которую можно отчётливо рассмотреть на изображениях, относящихся к 1823 году, сносится в 1837 году.

### История перестройки
Кардинальная перестройка здания церкви Скорбящей Богоматери была осуществлена за два года (1859—1860). Генерал-губернатор Александр Аркадьевич Суворов, равно как и некоторые высокопоставленные лица, имевшими влияние в крае, выделил приличную сумму денег, а конкретно — 30 000 серебряных рублей, которые были предназначены на реставрационные нужды. Решение о выделении пожертвования относится к 1849 году, при этом вскоре планы спонсоров широкомасштабной перестройки несколько изменились: была оговорена необходимость строительства полностью нового здания по уже составленному проекту. Тем не менее Крымская война спутала все карты меценатов, проектировщиков и строителей.
В разгар Крымской войны состоялся ещё один судьбоносный для церкви визит, который не мог не оказать влияние на её дальнейшее развитие. Речь идёт о приезде в Ригу российского императора Николая I, который состоялся в середине мая 1854 года. Подробнейшим образом осмотрев интерьер церкви, а также оценив её внешние архитектурные данные, венценосный гость нашёл здание недостаточно вместительным (а именно — слишком узким). Его замечания и рекомендации, касавшиеся архитектурного облика единственной католической церкви во всей Видземе, предопределили ускорение процесса реставрации и видоизменению уже существующего плана, принятого ещё до начала военных действий. В первую очередь, было решено существенно расширить церковь со стороны северного фасада. Именно тогда было оговорено, что алтарь должен быть перемещён с восточной на западную сторону. Со стороны фасада, выходившего на Замковую площадь, было решено отстроить новую каменную надвратную башню вместо старой деревянной. Во многом на реформирование изначального проекта перестройки мог повлиять архитектор Домбровский, однако данных для утверждения наверняка недостаточно. Доподлинно известно, что руководство перестройкой осуществлял молодой и перспективный архитектор Иоганн Даниэль Фельско, будущий автор масштабной реконструкции центра города после окончания Крымской войны, которое повлекло за собой ликвидацию статуса города-крепости.

### Современный вариант
Именно в процессе перестройки церковь приобрела современный внешний вид — изящную эклектичную отделку, которая практически без изменений дошла до наших дней. Здание сохранило трёхнефную форму; также она относится к церковным зданиям зального типа. В плане она прямоугольная, к западному фасада была сделана пристройка в виде апсиды с рядом сакристий, расположенных вокруг неё. Принадлежность церкви к зальному типу определена масштабом среднего нефа, превосходящего боковые, отделённые от него массивными колоннами, которые акцентированы симметрично чередующимися арками полуциркульной формы. Сами нефы покрыты деревянными сводами цилиндрической формы, которые были оштукатурены и покрашены в этот же период. Там, где ранее располагалась алтарная часть сложной структуры, появился орган. Параметры церкви: длина — 48 метров (с учётом пристроенной алтарной части); ширина (с вычетом пристроенной капеллы) достигает 17 метров. Церковь достигает в высоту 35 метров (включая шпиль). Главный вход расположен со стороны Замковой площади, он «прорублен» на первом этаже главной монументальной надвратной башни, выполняющей функцию доминанты. Башня является трёхэтажной, верхний этаж несколько уже остальных. На самом верху расположен пирамидальный шпиль, оформляющий целостность здания, делающий её визуально более высокой. Так называемые «боковые карманы» также были пристроены в это время, там расположены вспомогательные помещения, а также оттуда к органному пульту ведёт балконная лестница.
Что касается интерьера церкви Скорбящей Богоматери, то после реконструкции в нём произошло причудливое смешение всех архитектурных стилей, которые так или иначе откладывали свой отпечаток на её внутреннем облике: можно говорить о присутствии отдельных элементов классицизма (в котором оформление интерьера было выполнено изначально), романики и готики (также привнесённые в период первой постройки), а также элементы неоренессанса, появившиеся уже непосредственно после перестройки. Прежние печи, выложенные голландским кафелем, переоборудовали в одну цельную печь; старый изношенный кафель, покрывавший пол, также убрали, вместо него был положен новый. Произошла замена окон и дверей — были поставлены новые, из древесины дуба. Кафедра, решётки, укрывавшие и защищавшие лестницы, отдельные компоненты альтарной части, также выполнены из дуба. Был отремонтирован орган церкви.

## Смета расходов
На осуществление нового этапа строительства церкви Скорбящей Богоматери израсходовали более 40 тыс. рублей. Тем не менее, из-за того, что было выделено недостаточно денег, работы так и не удалось довести до конца, хотя всё же большинство из того, что задумывалось мастерами-проектировщиками, в частности, Фельско, было успешно завершено.
Последняя перестройка церкви состоялась в 1895 году, руководить ей взялся известный прибалтийско-немецкий мастер Вильгельм Бокслаф. Он придал зданию неоренессансный облик и расширил её, достроив баптистерий-крещальню. 